# Arenaria algarbiensis
Arenaria algarbiensis  es una especie de planta herbácea perteneciente a la familia de las cariofiláceas.

## Descripción
Hierba anual más o menos pubescente-glandulosa, con tallos de hasta 15 cm, ramificados, rojizos. Hojas opuestas, sin estípulas, de hasta 4,5 mm, lanceoladas u oblongo-lanceoladas. Flores hermafroditas, actinomorfas, pentámeras, en inflorescencias cimosas, multifloras, laxas. Cáliz con 5 sépalos libres, lanceolados, subobtusos con 3-7 nervios bien marcados. Corola con 5 pétalos libres de 5,5-8 mm, al menos dos veces más largos que los sépalos, emarginados, blancos. Androceo con 10 estambres. Ovario con 3 estilos. Fruto en cápsula dehiscente por 6 valvas, con semillas reniformes o redondeadas de unos 0,3 mm.

## Distribución y hábitat
Endémica del suroeste de la Península ibérica. Habita en suelos arenosos sueltos y pastizales terofíticos. Florece y fructifica desde el invierno a la primavera. Con categoría de protección DD según LRA.

## Taxonomía
Arenaria algarbiensis fue descrita por Welw. ex Willk.  y publicado en Icon. Descr. Pl. Nov. 1: 93. 1855. La especie tipo es: Arenaria serpyllifolia L.	
Etimología
Arenaria: nombre genérico que deriva del término latino arenarius  = "de arena, arenoso". Adjetivo sustantivado: la planta a la que J.Bauhin dio este nombre en 1631 vive en terreno arenoso.
algarbensis: epíteto geográfico que alude a su localización en el Algarve.